# Gotcha (编程)
Gotcha（发音[英][ˈɡɔtʃə][美][ˈɡɑtʃə]），在计算机编程领域中是指在系统或程序、程序设计语言中，合法有效，但是會誤解意思的构造，程式容易造成错误，或是一些易于使用但其结果不如期望的構造。字面上是got you的简写，常用于口语，直译为： “逮着你了”、“捉弄到你了 ”、“你中计了” 、“骗到你了”。

## 例子
一个典型的gotcha是C/C++中的： 
```
if
 
(
a
 
=
 
b
)
 
code
;

```

大多数情形，编程者的意图是： 
```
if
 
(
a
 
==
 
b
)
 
code
;

```

现代编译器在这种情形（条件表达式中是个赋值而不是逻辑比较）会产生一条编译警告消息。通行的编程风格建议在比较表达式的左侧是个常量，如： 42 == x 而不是 x == 42，参见尤達條件式。

## 进一步阅读
- Stephen C. Dewhurst. . Addison-Wesley. 2003. ISBN 0321125185.